# 高田充
高田 充（たかだ みつる, 1969年9月26日 - ）は、沖縄県・平良市(現:宮古島市)出身の元男子プロテニス選手、テニス指導者。ATPランキング自己最高位はシングルス706位、ダブルス245位。身長179cm、体重78kg。右利き、バックハンド・ストロークは片手打ち。

## 来歴
父親は元高校の体育教師で、2011年現在宮古テニス協会会長を務める高田憲。スポーツ万能の一家で育った三人兄弟の末っ子で、長男は薬剤師、次男は歯科技工士。10歳からテニスを始め、1987年に国体強化指定選手に推薦されたことをきっかけに、当時県のスポーツ強化指定校であった沖縄工業高校に進学。同校卒業後大学テニス界の強豪校として知られる亜細亜大学に進学後プロに転向、卒業後は朝日生命に所属して活動した。
特にダブルスを得意とした選手で、2000年の全日本テニス選手権ダブルス部門と2002年の全日本テニス選手権ダブルス部門、混合ダブルス部門で優勝している。現役引退後はテニスコーチとして活動しており、2000年代は杉山愛、吉田友佳、岩渕聡らのツアー帯同コーチを務めた他、中村藍子、米村明子らの指導を担当しフェドカップ日本代表のコーチを担当。
2011年から、日本オリンピック委員会アシスタントナショナルコーチ、男子担当の日本テニス協会テニス協会ナショナルコーチとして男子トップ選手の指導・育成を包括的に担当している。